# Ilga Kreituse

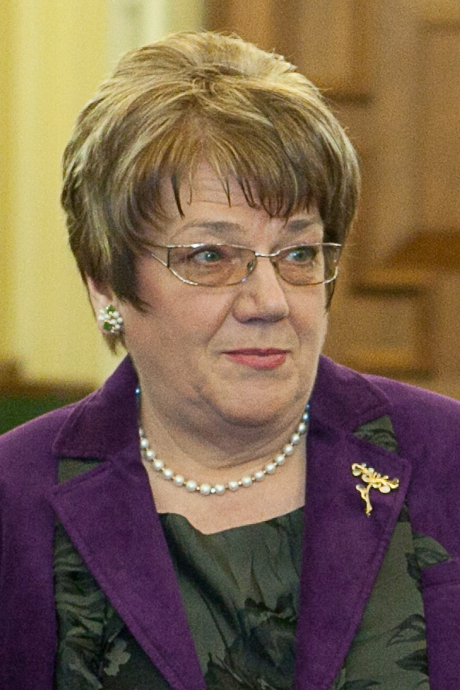
Ilga Kreituse (2012)

Ilga Kreituse, geb. Grava, früher verheiratete Gore (* 5. Juli 1952 in Tērvete), ist eine lettische Politikerin und Historikerin. Sie war Mitglied der 5. und 6. Saeima und vom 7. November 1995 bis 26. September 1996 Präsidentin der 6. Saeima.

## Leben
Ilga Kreituse wurde in Tērvete geboren. Später zog sie zusammen mit ihrer Familie nach Jūrmala. Bis 1970 besuchte sie dort die weiterführende Schule (Jūrmalas 3. Vidusskola). Von 1972 bis 1977 studierte sie an der Fakultät für Geschichte und Philosophie der Universität Lettlands und absolvierte von 1977 bis 1980 ein Aufbaustudium an der Moskauer Staatsuniversität. An der dortigen Fakultät für Geschichte wurde sie 1982 bei Iwan Kowaltschenko promoviert. Ihre Dissertation behandelte die statistische Erhebung von Bauernhöfen im Gouvernement Livland 1913/1914 als historische Quelle für die Untersuchung der sozialen Struktur der Bauernschaft.
Nach ihrer Rückkehr nach Lettland war Kreituse an der Fakultät für Geschichte und Philosophie der Universität Lettlands, wo sie als Assistant Professor lehrte, und dem Institut für Parteigeschichte tätig. Parallel dazu forschte sie an der Lettischen Akademie der Wissenschaften (1990–1993). Sie unterrichtete auch wiederholt als Lehrerin, unter anderem am 1. Staatsgymnasium Riga. 2003 wurde sie Assistant Professor und 2006 Associate Professor an der Stradiņš-Universität Riga (RSU), wo sie bereits zuvor als Abgeordnete Vorlesungen über lettische Politik gehalten hatte. Zu ihren wissenschaftlichen Schwerpunkten entwickelten sich die Geschichte Lettlands, politische Parteien und qualitative Analyse. Ab 2008 war Kreituse zehn Jahre lang Dekanin der RSU-Fakultät für European Studies. Gegenwärtig leitet sie den Fachbereich Politikwissenschaft der RSU.
Ilga Kreituse ist mit dem ehemaligen lettischen Finanzminister Aivars Guntis Kreituss verheiratet. Sie hat eine Tochter und einen Sohn aus einer früheren Ehe.

## Politische Laufbahn
Bei der Parlamentswahl in Lettland 1993 gewann Ilga Kreituse (damals Ilga Gore) im Wahlkreis Zemgale ein Mandat und zog als Vertreterin der Demokrātiskā Centra partija in die 5. Saeima ein. Dabei handelte es sich um einen Vorläufer der Demokratischen Partei Saimnieks (DPS), für die sie bei der Parlamentswahl in Lettland 1995 in die 6. Saeima gewählt wurde. Vom 7. November 1995 bis 26. September 1996 war Kreituse Präsidentin des Parlaments. Sie trat auch bei den Präsidentschaftswahlen Lettlands am 18. Juni 1996 an und erhielt dabei die zweitmeisten Stimmen (25) hinter Guntis Ulmanis (53). Am 13. September 1996 beschloss die DPS, Aivars Kreituss aus der Partei auszuschließen, da er die Parteipolitik missachtet und seine Stellung als Minister ausgenutzt habe, um Wahlkampfgelder für seine Ehefrau Ilga Kreituse zu generieren. Daraufhin trat Kreituse aus Solidarität ebenfalls aus der DPS aus. Vom 25. September 1996 bis 28. Juli 1998 saß sie als fraktionslose Abgeordnete im Parlament. 1997 gründete sie mit Aivars Kreituss die sozialdemokratische Partei Darba partija, welche aber keine Mandate bei Wahlen erlangen konnte.

## Veröffentlichungen (Auswahl)
- mit Ojārs Niedre: Mārtiņš Lācis – čekists un literāts. Avots, Riga 1989, ISBN 5-401-00325-0.
- mit Aivars Stranga: Latvija: neatkarības mijkrēslis Okupācija. 1939. gada septembris – 1940. gada jūnijs. Izglītība, Riga 1992 (Digitalisat).
- mit Inesis Feldmanis, Dietrich A. Loeber, Juris Goldmanis, Aivars Stranga: The Occupation and Annexation of Latvia, 1939–1940. Documents and Materials. Riga 1995, ISBN 9984-9085-1-8 (Digitalisat).
- Pagājušo gadu Latvija 1945–1990: kā dzīvojām, no kā iztikām, ko apsmējām, par ko priecājāmies. Zvaigzne ABC, Riga 2009, ISBN 978-9984-40-225-3.